# 罗子为
罗子为（1910年—1958年），男，安徽和州人，中国政治人物，曾任国务院参事，中国民主同盟中央委员会委员，第二届全国政协委员。